# Archer (Iowa)
Archer és una població dels Estats Units a l'estat d'Iowa. Segons el cens del 2000 tenia 126 habitants.

## Demografia
Segons el cens del 2000, Archer tenia 126 habitants, 55 habitatges, i 40 famílies. La densitat de població era de 486,5 habitants per km².
Dels 55 habitatges en un 25,5% hi vivien nens de menys de 18 anys, en un 67,3% hi vivien parelles casades, en un 5,5% dones solteres, i en un 25,5% no eren unitats familiars. En el 23,6% dels habitatges hi vivien persones soles el 20% de les quals corresponia a persones de 65 anys o més que vivien soles. El nombre mitjà de persones vivint en cada habitatge era de 2,29 i el nombre mitjà de persones que vivien en cada família era de 2,68.
Per edats la població es repartia de la següent manera: un 19,8% tenia menys de 18 anys, un 8,7% entre 18 i 24, un 18,3% entre 25 i 44, un 21,4% de 45 a 60 i un 31,7% 65 anys o més.
L'edat mediana era de 48 anys. Per cada 100 dones de 18 o més anys hi havia 87 homes.
La renda mediana per habitatge era de 34.688 $ i la renda mediana per família de 39.167 $. Els homes tenien una renda mediana de 26.375 $ mentre que les dones 20.833 $. La renda per capita de la població era de 15.958 $. Cap de les famílies i l'1,6% de la població estaven per davall del llindar de pobresa.

## Poblacions més properes
El següent diagrama mostra les poblacions més properes.